# 川上昌裕
川上 昌裕 (かわかみ まさひろ、1965年 - ) は、日本のクラシック・ピアニスト。北海道旭川市生まれ。1988年、東京音楽大学（ピアノ演奏家コース）を卒業。同年にバルセロナのマリア・カナルス国際コンクール第4位入賞。東京音楽大学准教授。著名な教え子の1人に辻井伸行がいる。

## アルバム
- ピアノ・ソナタ 第 10番、6つの小品、他

## レコードレーベル
- TRITON
- Octavia Records Inc.
- Nippon Acoustic Records Inc.

## 曲
- シンフォニエッタ OP.49 [連弾] III.インテルメッツォ-アレグロ
- ピアノ協奏曲 第 5番, 作品 72
- シンフォニエッタ OP.49 [連弾] I.オーヴァーチュア-アレグロ
- シンフォニエッタ OP.49 [連弾] IV.ロンド-プレスト
- シンフォニエッタ OP.49 [連弾] IV.ロンド-プレスト
- 夜明け 作品26
- フルートとピアノのためのソナタ OP.125 I.アレグレット
- ピアノ・ソナタ第 9番. 作品 78: Interludio
- トッカティーナ 作品36
- 10のバガテル 作品59 第8曲
- 「3つの即興曲 作品66」より 第2番
- ヴァイオリンとピアノのためのソナタ OP.70 I.アレグロ
- 10のバガテル 作品59 第1曲
- フルートとピアノのためのソナタ OP.125 II.アンダンティーノ・グラッツィオーソ
- 「ブラジルの水彩画」によるパラフレーズ作品118
- フルートとピアノのためのソナタ OP.125 III.スケルツォ-アレグロ・アッサイ
- 二台のピアノのためのディジー･ガレスピーの「マンテカ」によるパラフレーズ OP.129
- 变奏曲 作品41
- ピアノ・ソナタ 第 11番, 作品 101 トゥイッケナム: I. Allegretto
- スィート・イン・オールド・スタイル 作品28 ジーグ
- スィート・イン・オールド・スタイル 作品28 アルマンド
- ヴァイオリンとピアノのためのソナタ OP.70 II.アンダンティーノ
- モーティヴ・フォース 作品45
- ピアノ・ソナタ 第 11番, 作品 101 トゥイッケナム: III. Agitato
- スィート・イン・オールド・スタイル 作品28 サラバンド
- スィート・イン・オールド・スタイル 作品28 サラバンド
- スィート・イン・オールド・スタイル 作品28 ガヴォットI - ガヴォットII
- ホイール・オブ・フォーチュン 作品113
- ピアノ・ソナタ 第13番 作品110 第1楽章 アレグレット
- ノー・ストップ・サインズ 作品114
- ピアノ・ソナタ 第11番 トゥイッカナム 作品101 第2楽章 ラルゲット
- 10のバガテル 作品59 第2曲

## 書籍
- 2012年「ピアニストは、進化する: 「限界」を超える奇跡のピアノ指導」ISBN 9784636879902
- 2007年「ちょっとピアノ本気でピアノ: ブログでおなじみ、川上昌裕のレベルアップピアノ術」ISBN 9784636818178